# متحف مشرف العمري
متحف مشرف العمري أحد متاحف منطقة عسير في النماص , أسسه مشرف بن محمد العمري، يقع المتحف في بادية آل جمعه بلاد بني عمر بمركز السرح ويتكون من 4 وحدات وقد تم استخدام أسلوب التعليق على الحائط لعرض المقتنيات وكذلك من خلال بعض القوائم والدواليب أما القطع الحجرية والثقيلة فقد تم عرضها على الأرض .
وتشتمل وحدات المتحف على:
- خيمة شعر كبيرة محاطة بسياج حديد للاستقبال حيث تم عرض بعض القطع التراثية والأثرية مثل المصنوعات الجلدية من فراء وخروج وقرب للمياه . وكذلك أدوات القهوة وما يتعلق بها، وأدوات الحراثة وصناديق خشبية وقدور نحاسية، وصحاف خشبية، وكذلك مجموعة من الرحي الحجرية .
- غرفة للمشغولات النسائية، وكذلك لدباغة الجلود ومعالجة الفرو والصوف .
- غرفة معدنية مبطنة بعازل بلاستيك وبها مزاود وعدول وشداد للجمل وحبال.
- غرفة كبيرة مبطنة بعازل ومغطاة بورق جدران وتحوي السجاد والصوف وكذلك القلائد وبعض الحلي الفضية وبعض الأسلحة .